# Lucjan Piątkowski
Lucjan Piątkowski (ur. 29 października 1929 w Turowicach, zm. 23 września 2001) – polski działacz partyjny i dyplomata, w latach 1984–1989 ambasador w Królestwie Danii. 

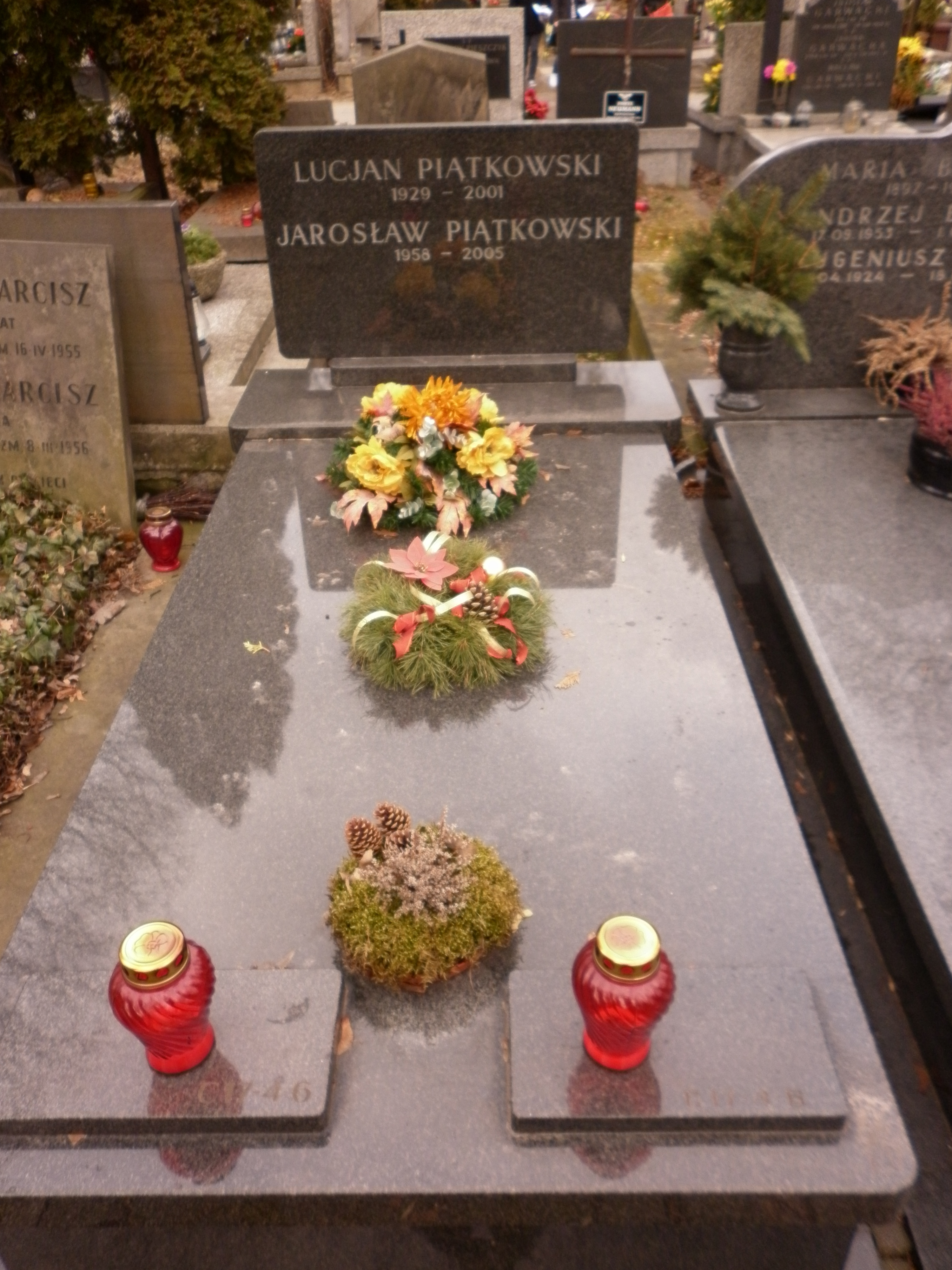
Nagrobek Lucjana Piątkowskiego

## Życiorys
Ukończył studia prawnicze na Uniwersytecie w Łodzi (1952) oraz filozoficzne na Uniwersytecie Warszawskim (1954). W latach 1954–1956 zatrudniony w Komitecie Centralnym Polskiej Zjednoczonej Partii Robotniczej. Następnie w służbie dyplomatycznej PRL. Był m.in. członkiem Międzynarodowej Komisji Kontroli i Nadzoru w Wietnamie oraz konsulem generalnym w Montrealu (1966–1972; według innego źródła w Moskwie). W latach 1973–1974 pełnił obowiązki wicekierownika Wydziału Zagranicznego KC PZPR. W 1984 został mianowany ambasadorem PRL w Królestwie Danii, misję pełnił do 1989. 
Był działaczem Towarzystwa Przyjaźni Polsko-Radzieckiej, zasiadał w jego najwyższych władzach – Zarządzie Głównym, a od 1983 w Krajowej Radzie Towarzystwa Przyjaźni Polsko-Radzieckiej. W 1948 pozostawał członkiem PPR, następnie do jej rozwiązania, PZPR (był m.in. członkiem Centralnej Komisji Kontroli Partyjnej KC PZPR w latach 1975–1981 oraz zastępcą kierownika Wydziału Zagranicznego KC). 
Odznaczony Krzyżem Oficerskim Orderu Odrodzenia Polski, Złotym Krzyżem Zasługi oraz Medalem 40-lecia Polski Ludowej. 
Pochowany na cmentarzu Powązki Wojskowe w Warszawie (kwatera C17-4-6). 